# Гуль (Франция)
Гуль (фр. Goulles, окс. Golas) — коммуна во Франции, находится в регионе Лимузен. Департамент — Коррез. Входит в состав кантона Меркёр. Округ коммуны — Тюль.
Код INSEE коммуны — 19086.
Коммуна расположена приблизительно в 430 км к югу от Парижа, в 115 км юго-восточнее Лиможа, в 36 км к юго-востоку от Тюля.

## Население
Население коммуны на 2008 год составляло 352 человека.
| 1962 | 1968 | 1975 | 1982 | 1990 | 1999 | 2008 |
| ---- | ---- | ---- | ---- | ---- | ---- | ---- |
| 516  | 548  | 524  | 481  | 413  | 334  | 352  |

## Экономика

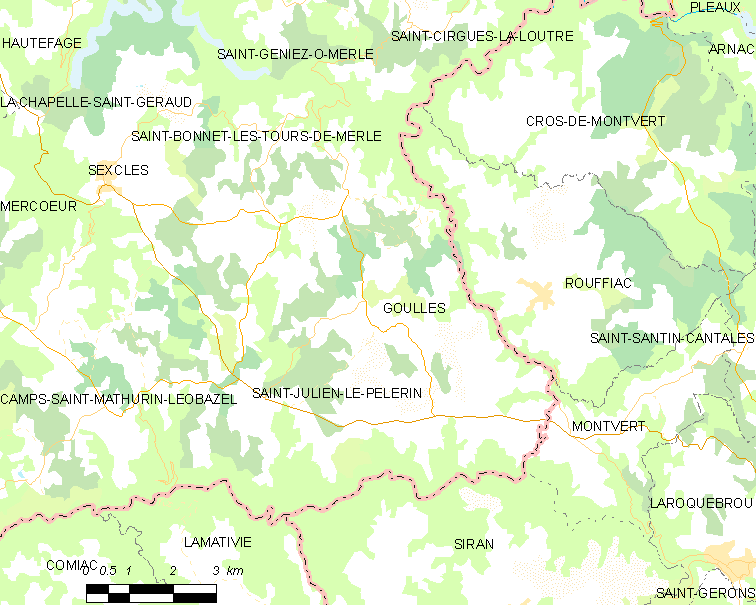
Карта коммуны

В 2007 году среди 187 человек в трудоспособном возрасте (15-64 лет) 131 были экономически активными, 56 — неактивными (показатель активности — 70,1 %, в 1999 году было 63,0 %). Из 131 активных работали 127 человек (78 мужчин и 49 женщин), безработных было 4 (4 мужчин и 0 женщин). Среди 56 неактивных 7 человек были учениками или студентами, 26 — пенсионерами, 23 были неактивными по другим причинам.

## Достопримечательности
- Руины средневековой башни Карбоньер. Памятник истории с 1970 года[3]